# Empire du soleil (roman)
Pour les articles homonymes, voir Empire du soleil et L'Empire du soleil.
Empire du soleil (titre original anglais : Empire of the Sun) est un roman semi-autobiographique de J. G. Ballard publié en 1984 au Royaume-Uni chez l'éditeur Victor Gollancz Ltd. Il a reçu le prix guardian de fiction, le Prix James Tait Black et été présélectionné pour le Prix Booker.

## Adaptations
En 1987, le roman connaît une adaptation au cinéma : Empire du soleil, avec à la réalisation Steven Spielberg d'après un scénario de Tom Stoppard.